# سیارک ۱۰۰۰۵۰
سیارک ۱۰۰۰۵۰ (به انگلیسی: 100050 Carloshernandez، نامگذاری:1991TR15) صد هزار و پنجاهمین سیارک کشف شده‌است که در ۶ اکتبر ۱۹۹۱ کشف شد.